# Pohádka
Pohádka (Un conte) est une œuvre de Leoš Janáček écrite pour violoncelle et piano en 1910 (révisée en 1923).
Elle se compose de trois mouvements et son exécution demande environ dix minutes.
- Con moto - andante
- Con moto - adagio
- Allegro

Le conte se base sur un poème de l'auteur russe Vassili Joukovski (1783-1852) intitulé Le conte du tsar Berendyey (russe : Сказка о царе Берендее), où le fils du tsar découvre sa promise, fille du maître de l'enfer. Ce texte a sans surprise piqué l'intérêt de Janáček pour la culture russe. La composition présente des scènes de l'histoire plutôt que d'être une description complète du conte.
Elle a été composée à une époque difficile pour Janáček, après la mort de sa fille Olga et alors qu'il était encore en quête de reconnaissance musicale. Une grande partie de la pièce est de forme tonale ou en modale avec six bémols, ce qui donne à la musique une qualité quelque peu voilée similaire à l'œuvre pour piano de Janáček Dans les brumes (1912).  Plusieurs versions différentes de la pièce ont existé de son vivant, bien que seule la dernière soit généralement interprétée aujourd'hui. C'est sa seule composition publiée pour cette combinaison d'instruments.

## Versions
Première version
La première version de Pohádka était en trois mouvements, marqués Introduction-Andante, Con moto, et Con moto. Le manuscrit autographe est daté de 1910 et n'a pas été publié. La composition a été créée à Brno le 13 mars en présence de Janáček, bien qu'il semble qu'à l'époque il ait eu l'intention de l'intégrer à une œuvre plus vaste.
Deuxième version
La deuxième version était en quatre mouvements et a été jouée pour la première fois en septembre 1912. Janáček a révisé l'œuvre en y ajoutant un final tranquille qui reprenait également une partie de l'introduction, destinée à représenter la tsarine chantant une berceuse.
Troisième version
La version finale de Janáček ramenait la pièce à une forme en trois mouvements qui différait peu de l'original. L'introduction et le premier mouvement de la version de 1912 sont réunis sans titres distincts et le dernier mouvement est omis. En outre, Janáček a modifié de nombreux rythmes, supprimé une répétition du troisième mouvement et procédé à d'autres révisions.  Elle fut entendue pour la première fois à Brno le 3 mars 1923 et jouée par la suite à Prague, Olomouc et à Londres lors de la visite de Janáček dans cette ville en 1926. Cette version a été publiée par Hudební Matice Umělecké Besedy en 1924.

## Presto
Une composition de 172 mesures, intitulée simplement Presto, existe également de la main de Janáček sur le même papier que le manuscrit de Pohádka. Aucun instrument n'est spécifié, mais il est presque certain, compte tenu de la tessiture et de la clef de la partie soliste, qu'il s'agit d'une œuvre pour violoncelle et piano. L'érudit Jaroslav Vogel et d'autres ont donc émis l'hypothèse que ce mouvement devait être inclus dans la version originale de "Pohádka", mais qu'il a été supprimé lors de la révision de l'œuvre.

## Dans la culture populaire
Une partie de Pohádka a été utilisée dans la bande originale du film de 1988 L'insoutenable légèreté de l'être et également dans La Découverte du ciel de 2001 (d'après le livre éponyme de Harry Mulisch).

## Arrangements
1. Arrangement pour : violoncelle et piano
  - arrangement pour : contrebasse et piano
  - arrangement par : Markus Symhoven
  - interprété par : contrebasse Markus Symhoven, piano Jürgen Raberg
2. Arrangement pour : violoncelle et piano
  - arrangement pour :
  - arrangement par : David J. Grossman
  - interprété par : violoncelliste David J. Grossman, piano Steven Beck
3. Arrangement pour : clarinette basse et piano
  - arrangement par : Vincent Penot